# Renshou
För andra betydelser, se Renshou (olika betydelser).
Renshou, tidigare stavat Jenshow, är ett härad som lyder under Meishans stad på prefekturnivå i Sichuan-provinsen i sydvästra Kina.